# Ancien tramway de Caen
Ne doit pas être confondu avec le transport léger guidé de Caen (TVR) en service de 2002 à 2017 et le nouveau tramway de Caen, mis en service en juillet 2019.
Le tramway de Caen est un mode de transport en commun à voie métrique ayant fonctionné à Caen de 1901 à 1937. Il fait suite à un premier réseau de transport à traction hippomobile créé à la fin du XIXe siècle. Le tramway est exploité par la compagnie générale de traction par le biais de la compagnie des tramways électriques de Caen (TEC). Pour des raisons de coût, le tramway est abandonné au profit de l'autobus en 1937.

## Histoire
Le transport public à Caen débute sous le Second Empire avec un service de deux lignes d'omnibus à traction hippomobile. Ce service assure la correspondance à la gare avec les trains. À partir de février 1856, le service fonctionne de 4h30 à 20h45. Un arrêté municipal du 5 mai 1862 autorise les frères Primois à « établir un service omnibus à Caen sur le trajet rue des abattoirs-place des petites boucheries » au prix maximum de 20 centimes. Mais ce service est exécuté finalement par M. Le Saunier après un arrêté du 17 août 1864. La seconde ligne est mise en place en 1865 après la concession à M. Miocq entre l'octroi de la rue de Bretagne et celui de Mondeville. Le même concessionnaire obtient le privilège d'assurer la liaison entre la place de l'ancienne boucherie et la Maladrerie. Mais ce système ne répond plus aux attentes de la population, elle se plaint auprès de la municipalité à de nombreuses reprises. L'augmentation de la circulation dans les rues étroites de la ville à partir de 1890 n'est plus compatible avec un système hippomobile.

### L'apparition du tramway
Plusieurs projets de tramway sont présentés :
- en 1871, par la société Waring frères et Paraire pour un tramway à traction hippomobile[3], [4];
- en 1873, par la Société des tramways du Calvados, du Nord et de l'Oise[4].

Le premier tramway électrique apparaît en fait à Caen en 1883. Il roule entre la place Saint-Pierre, la rue du Pont-Saint-Jacques et le cours la Reine (actuel cours général de Gaulle) où est organisée l'exposition industrielle régionale. Cette courte ligne à écartement de 50 cm est éphémère, puisqu'elle n'avait pour vocation que de desservir cette foire qui se tient du 10 au 17 juin 1883, . Le tramway est constitué d'une locomotive à accumulateur électrique et de deux remorques pour les voyageurs, du même modèle que ceux utilisés à la même époque sur la ligne du jardin d'acclimatation.
Le 4 juillet 1893, une ligne des tramways à vapeur du Chemins de fer du Calvados est ouverte entre Caen et Bénouville, permettant ainsi d'aller jusqu'à Luc-sur-Mer par Ouistreham et Dives-sur-Mer par Sallenelles ; cette ligne longeant le canal de Caen à la mer est un des premiers éléments du réseau de voies ferrées d'intérêt local s'étendant sur une grande partie du département du Calvados et n'a donc pas pour vocation de desservir la ville. La nécessité de mettre en place un réseau moderne de transport urbain se fait de plus en plus sentir.

### Le premier tramway-omnibus
En septembre 1894, un projet de tramway à traction mécanique est présenté au conseil municipal concomitamment à celui de l'omnibus à cheval, mais n'aboutit pas. Le 13 mars 1895, le conseil municipal concède l'exploitation d'un « service d'omnibus-tramway (type Car Ripert) » tiré par deux chevaux entre la gare de l'Ouest et la place des Petites-Boucheries de 7h30 à 21h (à raison d'un départ tous les 20 minutes), avec un prolongement vers la Maladrerie (à raison de cinq services quotidiens) à la compagnie A. Verlein et Cie de Besançon. Le service fonctionne à partir du 27 avril 1895 et le 1er juin de la même année entre la place des petites boucheries et la Maladrerie. L'amplitude de service évolue pour passer de 6h à 22h en 1899. Le 25 juillet 1895, la compagnie Werlein et Cie prévient par lettre la municipalité qu'elle rétrocède l'exploitation à une nouvelle société - composée de Caennais - la compagnie caennaise des omnibus-tramways. La mairie entérine cette substitution lors du conseil municipal du 12 août. La nouvelle compagnie ouvre immédiatement une seconde ligne reliant la gare de l'Ouest à la gare saint-Martin. Elle dispose alors de cinq véhicules de 26 places et d'un de 24 places, le nombre maximum de places autorisées étant fixé par un arrêté municipal du 23 septembre 1895. Le confort des véhicules est considéré comme « rude » et les voyageurs sont mal assis. Malgré tout, ce système obtient un succès d'estime auprès de la population. En décembre 1895, la concession de la compagnie (qui était à l'origine de trois ans) est prolongée de trois nouvelles années jusqu'en mars 1901 « avec promesse de ladite compagnie d'apporter, à ce service, toutes les améliorations possibles dans l'intérêt de la population ». En juin 1896, la compagnie tente d'étendre son réseau en créant un service entre la place des petites-boucheries et la mairie de Venoix à raison de six aller-retours journaliers. Mais l'expérience ne dure que quelques mois.
Lors de certaines manifestations, la compagnie met en place un service spécifique afin d'acheminer un maximum de personnes comme lors des courses cyclistes le 14 mai 1896 où des départs sont effectués depuis la place saint-Pierre vers le vélodrome Montalivet.
En octobre 1896, la compagnie est victime d'un incendie qui détruit ses écuries situées boulevard Bertrand sans qu'aucune voiture ou animal ne soit touché. Le service n'est pas toutefois interrompu. Les écuries sont provisoirement transférées rue saint-Martin puis rue de Falaise ainsi que le siège de la société.
Dès la fin de l'année 1896, la question du tramway électrique est évoquée au conseil municipal et sonne le glas du tramway-omnibus. Le service s'améliore et à partir du 15 mai 1898 afin de passer à un départ tous les 10 minutes depuis chaque terminus.

### La mise en place du tramway électrique

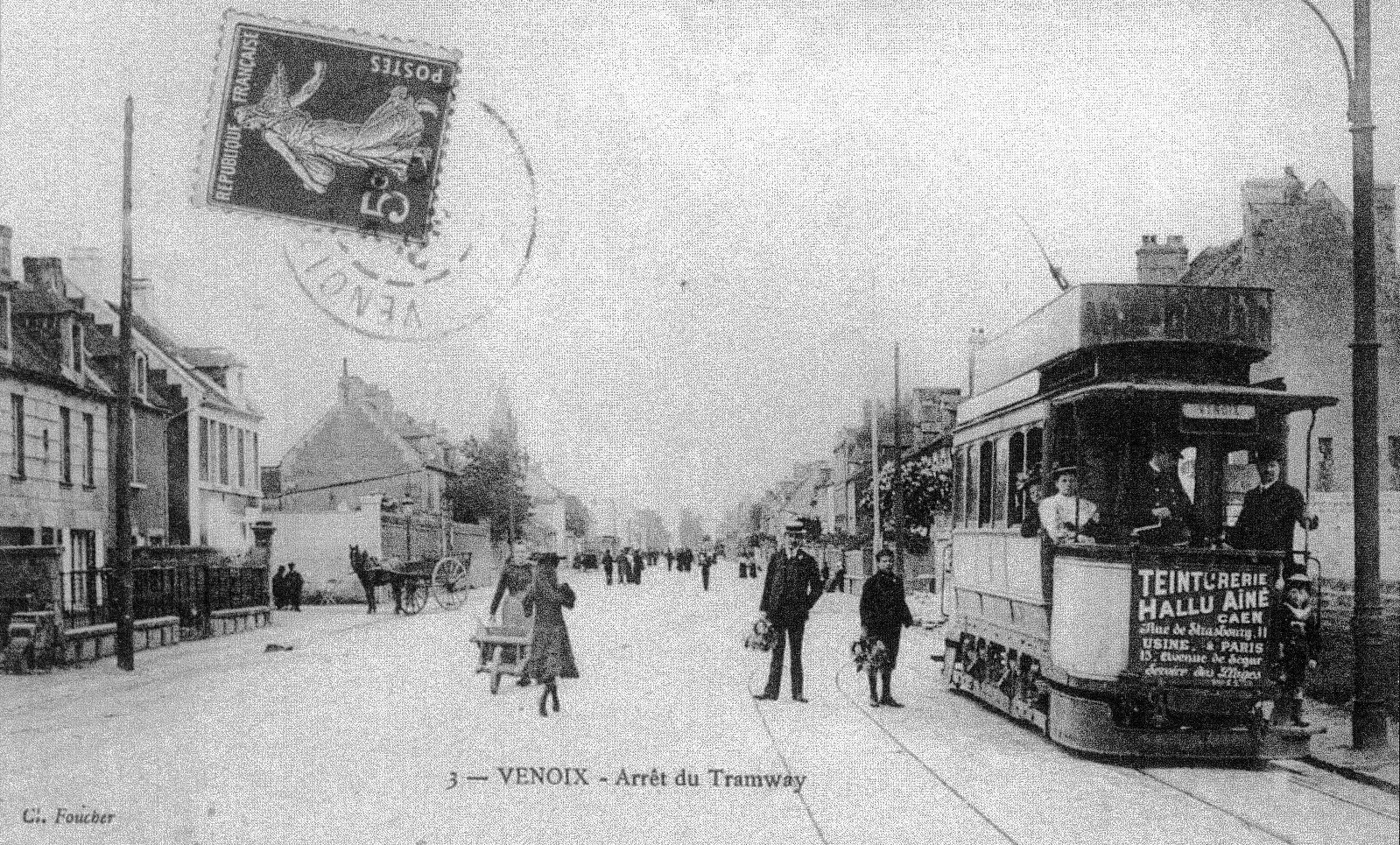
Terminus de Venoix

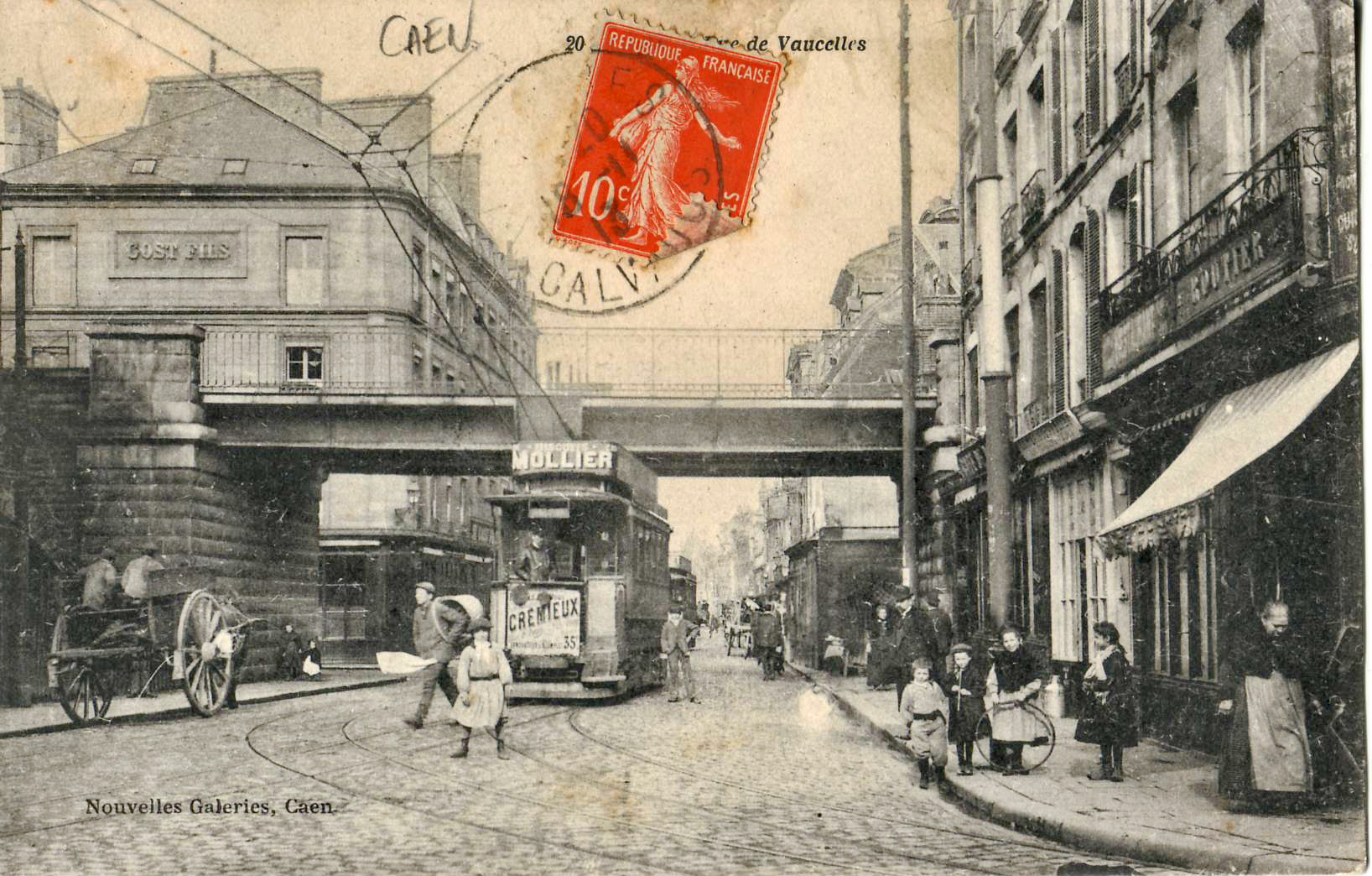
Tramway, rue de Vaucelles

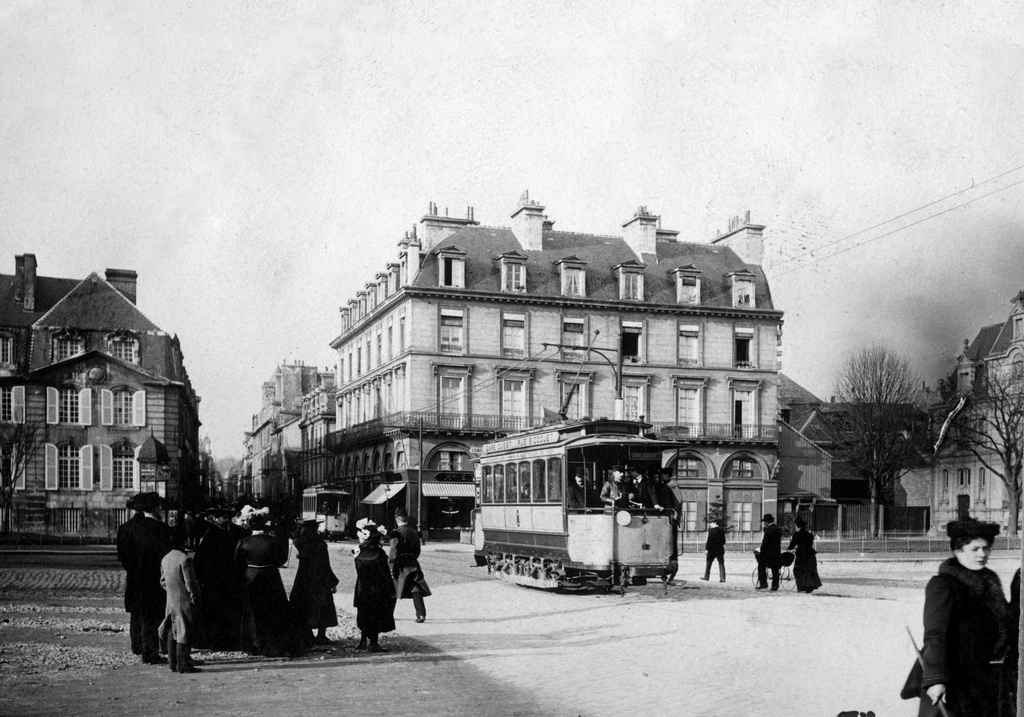
Croisement de trams sur la place Alexandre III (à l'emplacement de l'actuelle place du 36e R.I.).

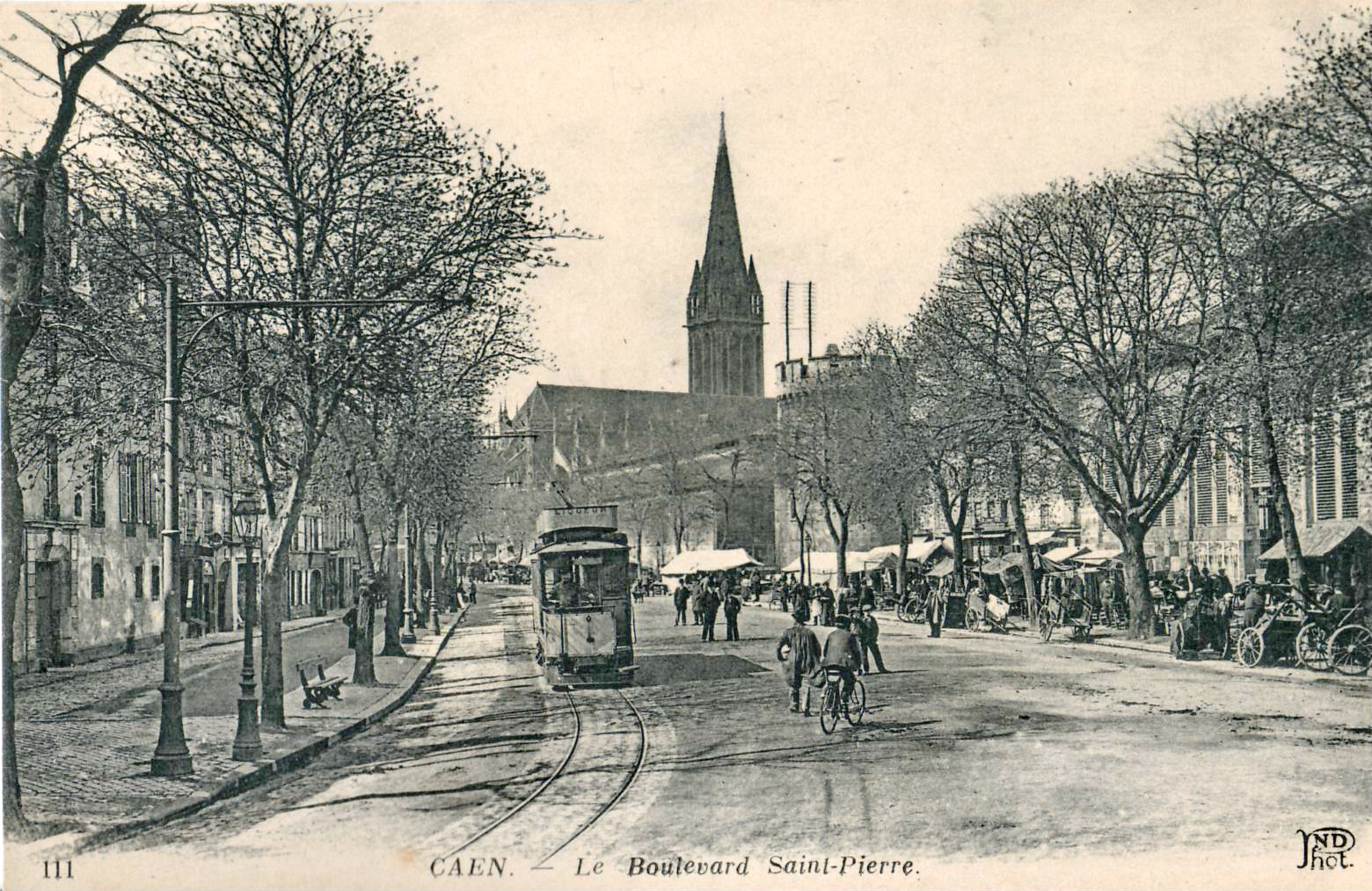
Tramway, boulevard Saint-Pierre (actuel Boulevard des Alliés)

Après les fuites dans la presse d'un projet de tramway électrique, les réactions pleuvent. Les commerçants sont notamment hostiles à ce nouveau mode car « les tramways électriques rendraient les rues désertes : personne ne circulera plus sur les trottoirs, ne flânera plus devant les boutiques et par conséquent plus de commerce, plus d'activité ». À l'occasion de l'inauguration du tramway de Châlons-sur-Marne en janvier 1897, la compagnie des tramways électriques de cette ville adresse une demande de concession pour un tramway électrique à Caen.
Le 14 avril 1897, décision est prise par le conseil municipal de doter la ville d'un tramway électrique. Il s'agit en fait d'une rétrocession pour une durée de 50 ans à la Compagnie générale de traction pour l'établissement d'un réseau de trois lignes fonctionnant de 7h à 22h à raison d'un départ tous les 10 minutes. Les lignes sont censées être mis en service dans les deux ans, mais la réalisation de ce projet traine en longueur. L'enquête publique se déroule du 19 septembre au 20 octobre 1898. Dans sa séance du 6 octobre 1898, la chambre de commerce de Caen se prononce favorablement au projet et formule le vœu que le réseau soit étendu au quartier de la Demi-lune et à celui du jardin des plantes. Après la fin de l'enquête publique, diverses commissions du conseil municipal se réunissent et apportent des modifications à la convention primitive signée avec la compagnie : prolongement des lignes vers la Demi-lune, le jardin des plantes et le quartier saint-Gilles. Le tracé des voies au départ de la gare est modifié pour passer par la rue d'Auge puis celle de Vaucelles afin de rejoindre la rue saint-Jean au lieu du passage de la rue de la gare déjà encombrée par les voies des chemins de fer du Calvados. Ces modifications sont adoptées par le conseil municipal du 19 novembre 1898 avec la modification « la compagnie s'engage à réaliser les extensions demandées à compter du jour où le réseau soumis à l'enquête publique aura produit pendant 12 mois consécutifs une rentrée brute de 0,70 francs par kilomètre voiture ». La compagnie indique à la municipalité dans une lettre qu'elle a choisi de construire son usine destinée à fournir l'électricité ainsi que son dépôt sur un terrain rue Fresnel au lieu de l'ancien emplacement des bains et lavoirs proposé par la mairie. Elle indique aussi dans cette lettre qu'elle va commencer la pose des rails pour une mise en service prévue pour les courses hippiques du mois d'août.
Les premiers travaux débutent en juin 1899 avec la voirie ainsi la construction de l'usine électrique. Mais ils prennent déjà du retard puisque les premiers rails ne sont toujours pas livrés au mois de juillet. La compagnie estime encore que la mise en service sera effective au 1er janvier 1900. Malgré les engagements de la compagnie, les travaux accumulent un retard considérable tant et si bien que la presse parle du « tramway fantôme ». Les fameux rails arrivent à la gare par un convoi spécial venu d'Anzin le 27 janvier 1900, soit avec 6 mois de retard. Malgré la réception des rails, la pose n'est pas effectuée dans la foulée. Il faut attendre le 23 avril pour qu'elle débute au terminus de la Maladrerie. Les travaux de l'usine électrique et du dépôt reprennent aussi après avoir été abandonné. Malgré cela, la compagnie et la mairie s'écharpe sur un point du cahier des charges : le pavage de l'entre-rails et des bordures. La compagnie estime que ces travaux reviennent à la municipalité car ils dépendent de la voirie ; de son côté, la mairie estime que le pavage est compris dans la pose des rails.
Le 19 janvier 1900, une convention de rétrocession est passée entre la ville de Caen et la Compagnie générale de traction. L'article 15 de cette convention prévoit qu'une société anonyme soit constituée dans un délai de six mois à partir de la déclaration d'utilité publique (DUP). Le décret de DUP est signé le 23 février de cette même année et prévoit la construction de trois lignes, : 
- de la gare de l'Ouest à la gare Saint-Martin (ligne no 1) ;
- de l'octroi de la rue de Falaise à La Maladrerie (ligne no 2) ;
- du pont de Courtonne (gare de Caen-Saint-Pierre) à la limite de la commune de Venoix (ligne no 3).

Pendant l'été 1900, est ainsi fondée la Compagnie des tramways électriques de Caen (TEC). Celle-ci est chargée d'exploiter un réseau de trois lignes à voie métrique s'étendant sur 11 km.
La ligne no 1 est mise en service le 2 décembre 1901 après vérification de la part d'une commission technique et transporte dès sa première journée 5 031 voyageurs. La ligne no 2 est mise en service le 9 décembre 1901 et la no 3 le 21 décembre 1901.
Un décret du 24 septembre 1902 approuve la substitution entre la Compagnie générale de traction et Compagnie des tramways électriques de Caen, il est publié au journal officiel le1er octobre 1902. En réalité, plus de 90 % des actions de cette dernière compagnie sont aux mains de la première, dont le siège social est à Paris,.

### Les extensions

Carte animée de l'évolution des infrastructures ferroviaires de l'agglomération de Caen, dont celle des anciens et actuels tramways, de 1870 à nos jours.

#### Les projets d'extension non réalisés
Plusieurs projets d'extensions du réseau furent envisagés. En septembre 1903, puis en avril 1906, le conseil municipal de Bretteville-sur-Odon (commune comptant 631 habitants au recensement de 1906) demande à la compagnie de prolonger la ligne de Venoix jusqu'à la mairie de leur commune. Le projet est définitivement abandonné en 1913, le coût de l'investissement étant jugé prohibitif. Mais c'est surtout à l'est de la ville que les besoins se faisaient sentir. Le réseau desservait en effet le centre-ville et les quartiers ouest, mais laissait de côté les hauteurs de la ville à l'est. En 1905, une subvention est votée pour créer une ligne reliant la place Saint-Pierre au hameau du Four à ban à Mondeville (commune comptant 1 391 habitants au recensement de 1906) ; mais finalement le projet en reste au stade de velléité.
La construction du nouvel hôpital et le transfert de l'hospice Saint-Louis à l'abbaye aux Dames poussent le conseil municipal à envisager en 1908 l'ouverture d'une nouvelle ligne capable de relier ces établissements de soins au centre-ville. La municipalité obtient de la compagnie qu'elle réalise une nouvelle ligne d'1,6 km s'embranchant sur la ligne 3 au niveau de la halle de la poissonnerie située au pied de la tour Leroy. Ce nouvel axe devait emprunter les rues Buquet, du Vaugueux et de la Pigacière, avant de suivre la route de Ouistreham jusqu'au nouvel hôpital. Le 8-9 septembre 1910, le maire et le président de la compagnie des tramways électriques de Caen conclue un projet de convention afin de construire cette nouvelle ligne, la réalisation du projet devant intervenir sous six mois à partir de l'obtention des autorisations nécessaires. Mais en 1912, la section du contentieux du Conseil d'État refuse de ratifier ce projet de convention,. Le conseil municipal vote en mai 1913 l'expropriation de plusieurs immeubles situés à l'angle de la rue Buquet-rue Basse et pouvant gêner le passage du tram sur la future ligne. Mais le projet traîne en longueur et la ligne n'est jamais construite.

#### La ligne de la Pyrotechnie de Cormelles
Le 3 octobre 1917, le conseil général du Calvados émet un avis favorable à la création d'une ligne allant de Caen à Cormelles-le-Royal. Construite aux frais de l'État et exploitée par la compagnie des tramways électriques de Caen, cette ligne militaire a pour but de transporter aux ateliers de Cormelles tout le personnel de la Pyrotechnie. Lors de sa séance du 3 novembre 1917, le conseil municipal de Caen accepte également le projet. Mais le ministre de la Guerre refuse de ratifier le contrat, arguant du fait que la ville voit augmenter ses commodités de transports sur son territoire, sans aucune charge alors qu'elle participe au bénéfice de l'exploitation. Le conseil municipal décide donc dans sa séance du 8 février 1918 d'octroyer une subvention aux frais d'établissement des 500 mètres de voie nouvelle nécessaire sur la commune. Cette subvention doit être versée à l'État au moment de la rétrocession de la ligne, dans les six mois suivant la signature du traité de paix.
Cette nouvelle ligne, qui part du quai Amiral-Hamelin, modifie légèrement le réseau : l'ancienne ligne reliant l'octroi de Falaise à la Maladrerie a désormais son origine à la gare de l'État. Elle prend le numéro 5 dans la nomenclature de la TEC. Elle est inaugurée le 1er décembre 1918. Mais l'arrêt de l'usine au début de l'année 1919 affaiblit la fréquentation de la ligne. La ligne est suspendue en juin 1920. Quelques services exceptionnels sont mis en place lors de rassemblement sur le terrain militaire de Cormelles,.

#### La ligne des hauts fourneaux

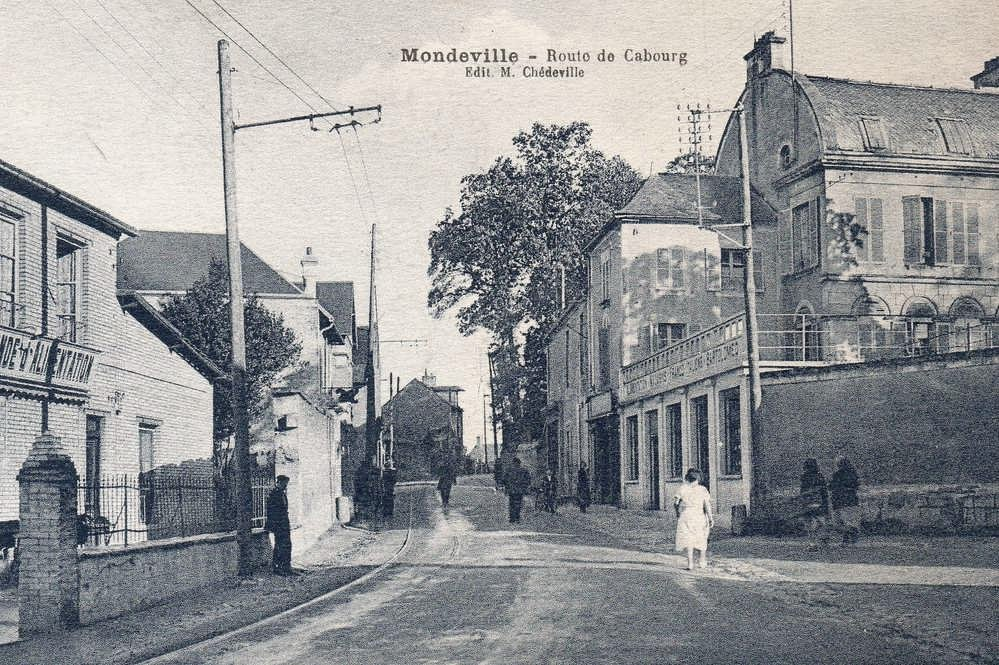
Voie du tram à Clopée sur la ligne non exploitée

En 1914, une demande de concession est déposée par la Compagnie des tramways électriques pour l'établissement d'une ligne entre Caen et Clopée (hameau de Mondeville). Le but est de permettre aux ouvriers de la société métallurgique de Normandie de se rendre facilement sur le plateau. La construction de la ligne est financée par la Société métallurgique de Normandie qui doit la céder à la Compagnie des tramways électriques de Caen sous certaines conditions. 
Le 5 août 1918, le conseil municipal approuve le projet dressé et autorise le maire à signer avec la compagnie une convention. Les travaux débutent en août 1918 alors que la compagnie n'a toujours pas eu l'accord total des administrations de l'État. En novembre 1919, la ligne est achevée jusqu'à la Demi-Lune. Après la guerre, la compagnie demande une concession en bonne et due forme pour son exploitation. La ligne, qui prend le numéro 6 dans la nomenclature de la TEC[réf. nécessaire], part du quai Hamelin pour rejoindre les grands bureaux de la Société métallurgique de Normandie en passant par la rue d'Auge et la route reliant Caen à Cabourg ; le pont ferroviaire passant au-dessus des lignes de Mantes-la-Jolie à Cherbourg et de Caen à Dozulé - Putot est élargi pour l'occasion. Mais le coût d'exploitation ayant beaucoup augmenté, la TEC entre en conflit avec la SMN. Malgré des demandes répétées de la part des municipalités de Caen et Mondeville, la ligne n'a donc pas été mise en service. En 1926, le conseil général du Calvados demande au préfet d'intervenir pour régler ce différend qui empêche la signature de la concession permettant l'exploitation de cette ligne. Lors de la séance du 28 septembre 1926, le conseiller général Savare déclare ainsi : « il est déplorable que cette ligne, qui est complètement construite, qui a coûté fort cher et qui rendrait de grands services, reste inutilisée ».

### Les difficultés d'exploitation et le remplacement par l'autobus
Dès 1909, la ville envisage de réorganiser le service,. Après la Première Guerre mondiale, l'inflation liée à l'accroissement du coût des matières premières et de la main d'œuvre dégrade le bilan financier de la compagnie. En juin 1916, le service est réduit, les tramways ne desservant plus la section du pont de Courtonne à la place Saint-Pierre. Le 11 novembre 1919 et le 8-9 avril 1920, la compagnie et la ville signent des avenants au contrat qu'elles ont signée en 1900 afin de faire face à ses difficultés financières. Les tarifs sont revus à la hausse et le ticket de correspondance supprimé. Arguant du fait que l'économie du contrat aurait été bouleversée, la compagnie demande également une indemnité pour charges extra-contractuelles. La ville refusant de lui accorder cette compensation, la compagnie interrompt le service pendant un temps. Le Conseil de préfecture du Calvados, dans un arrêt du 23 février 1921, puis le Conseil d'État, dans une décision du 12 avril 1924, donnent toutefois raison à la ville.
La mairie cherche à partir de 1932 à remplacer le tramway par des autobus. La première ligne est mise en service le 1er août 1932 afin de relier le quartier de la Demi-Lune à celui de l'hôpital Clemenceau. L'exploitation est toujours assurée par la TEC.
L'exploitation du tramway s'achève le 23 janvier 1937 avec une cérémonie d'obsèques solennelles organisée par les étudiants pour saluer la fin des trams que les contemporains considéraient comme « vieux et peu commodes». Ils suivent le dernier tram qui part de la gare saint-Martin avec une fanfare. Ils ont accroché une couronne mortuaire avec l'inscription « Monsieur Aimable Trolley est mort d'une extinction de voie ».
Le réseau est définitivement déclassé par décret le 16 septembre 1939.
La société continue d'exister sous son nom malgré la disparition du tramway jusqu'au milieu des années 1950 pour l'exploitation du réseau d'autobus. En 1957, une nouvelle société de transport de la ville est créée sous le nom de compagnie des transports de Caen, elle prend le nom de compagnie des transports de l'agglomération de Caen (CTAC) en 1977 puis le réseau prend le nom commercial Twisto en 2002, tandis que la CTAC devient Keolis Caen.

## Infrastructure et réseau commercial

### L'exploitation du tramway

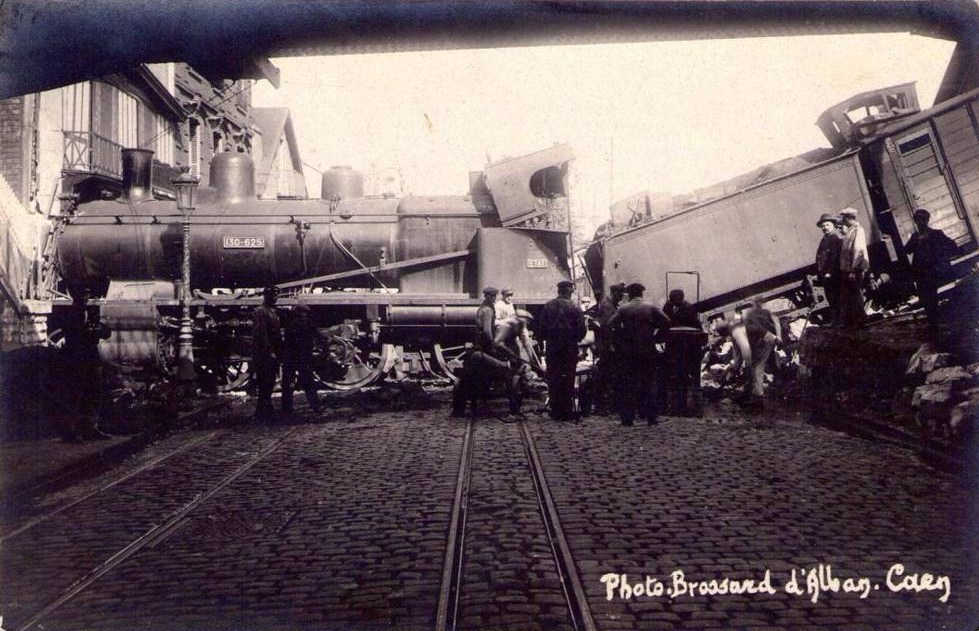
Rue de la gare : à gauche, la voie du tramway ; à droite, la voie des CFC (60 cm).

Les tramways desservaient les principaux points de la ville jusqu'aux faubourgs de la Maladrerie et de Venoix (alors commune indépendante), ainsi que, après l'ouverture de la ligne 5, Cormelles-le-Royal.
- Gares : gare principale, dite gare de l'Ouest ; gare Saint-Martin ; gare Saint-Pierre (CFC) ; halte de la Maladrerie
- Pôles économiques : rue saint-Jean ; place et rue Saint-Pierre ; boulevard Maréchal Leclerc (grands magasins) ; place Saint-Sauveur (marché) ; fossé Saint-Julien (marché aux chevaux) ; marché couvert et poissonnerie ; bassin Saint-Pierre (port de Caen)
- Pôles administratifs : hôtel de ville (place de la République) ; hôtel de préfecture ; palais de justice ; tribunal de commerce (hôtel d'Escoville)
- Pôles culturels et écoles : théâtre de Caen ; palais des facultés ; lycée Malherbe (abbaye aux Hommes) ; école normale d'instituteur (actuel rectorat)
- Autres pôles : hôpital du Bon-Sauveur ; prison de Beaulieu ; terrain d'aviation de la Guérinière et usine pyrotechnique (après l'ouverture de la ligne 5)

La ville et sa banlieue était également desservie par deux lignes de tramway à vapeur du réseau des Chemins de fer du Calvados (CFC), ouvertes en 1893 et 1904. Les deux réseaux n'étaient pas connectés car les voies du chemin de fer départemental était à écartement de 60 cm, alors que le réseau urbain était métrique. Toutefois, les terminus des gares caennaises du CFC, reliés entre eux par un raccordement en 1904, correspondaient au tête de ligne des tramways électriques de Caen :
- ligne de Caen-Saint-Pierre (terminus « Pont de Courtonne » du réseau urbain) à Luc-sur-Mer et Dives par Bénouville,
- ligne de Caen Ouest/État (terminus « Gare de l'Ouest », puis « Gare de l'État » du réseau urbain) à Falaise.

### Infrastructure

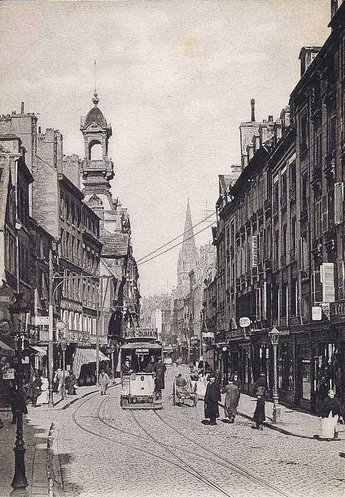
Évitement, rue Saint-Jean au niveau de la rue de l'Oratoire.

Le réseau était constitué à l'origine de trois lignes s'étendant sur 11 054 m :
- section de 2 688 m entre la gare de l'Ouest et la gare Saint-Martin (ligne no 1);
- section de 3 728 m entre l'octroi de Falaise et La Maladrerie, hormis le tronc commun avec la section précédente entre la rue de Vaucelles et la rue au Canu (1 250 m) (ligne no 2);
- section de 3 160 m entre le pont de Courtonne (gare de Caen-Saint-Pierre) et à la limite de la commune de Venoix, hormis le tronc commun avec la section précédente dans la rue Guillaume-le-Conquérant (228 m) (ligne no 3).

Le réseau était ainsi organisé autour de deux axes : un premier formant un tronc commun orienté nord-sud avec des antennes à chaque extrémité et un deuxième est-ouest.

Le tronc commun nord-sud suivait la rue et pont de Vaucelles, la place Alexandre-III, la rue Saint-Jean, la place et rue Saint-Pierre.
Sur ce tronc commun, venait se greffer quatre antennes :
- au sud, 
  - vers la gare par la rue d'Auge, la rue de la Gare et l'avenue de la Gare
  - vers le haut de Vaucelles, par la rue de Vaucelles et la route d'Angers à Caen (aussi appelée boulevard Leroy et actuellement boulevard Maréchal-Lyautey)
- au nord, 
  - vers la gare Saint-Martin par la rue au Canu (rue Démolombe aujourd'hui), la rue et place Saint-Sauveur, la rue Pémagnie, la place Saint-Martin, l'avenue de Courseulles et la place Saint-Martin (actuellement, place du Canada)
  - vers la Maladrerie (terminus au niveau du no 93 de la rue général Moulin[77]), par la place Malherbe, la rue Écuyère, la place Fontette, la rue Guillaume-le-Conquérant (en commun avec l'axe est-ouest), la place des Petites-Boucheries, la rue et route de Bayeux.

L'axe est-ouest partait du pont de Courtonne, puis empruntait le boulevard Saint-Pierre (actuellement boulevards des Alliés et Maréchal-Leclerc), le boulevard du théâtre, le cours Bertrand, la place Fontette, la rue Guillaume-le-Conquérant (en commun avec l'axe nord-sud), la place des Petites-Boucheries, la rue Caponière jusqu'à Venoix. À l'origine, le tramway devait desservir la place de la République en passant par le rue du Pont-Saint-Jacques et la rue Auber, mais à la dernière minute ce détour est supprimé à la demande du Préfet car le tracé est jugé trop sinueux.

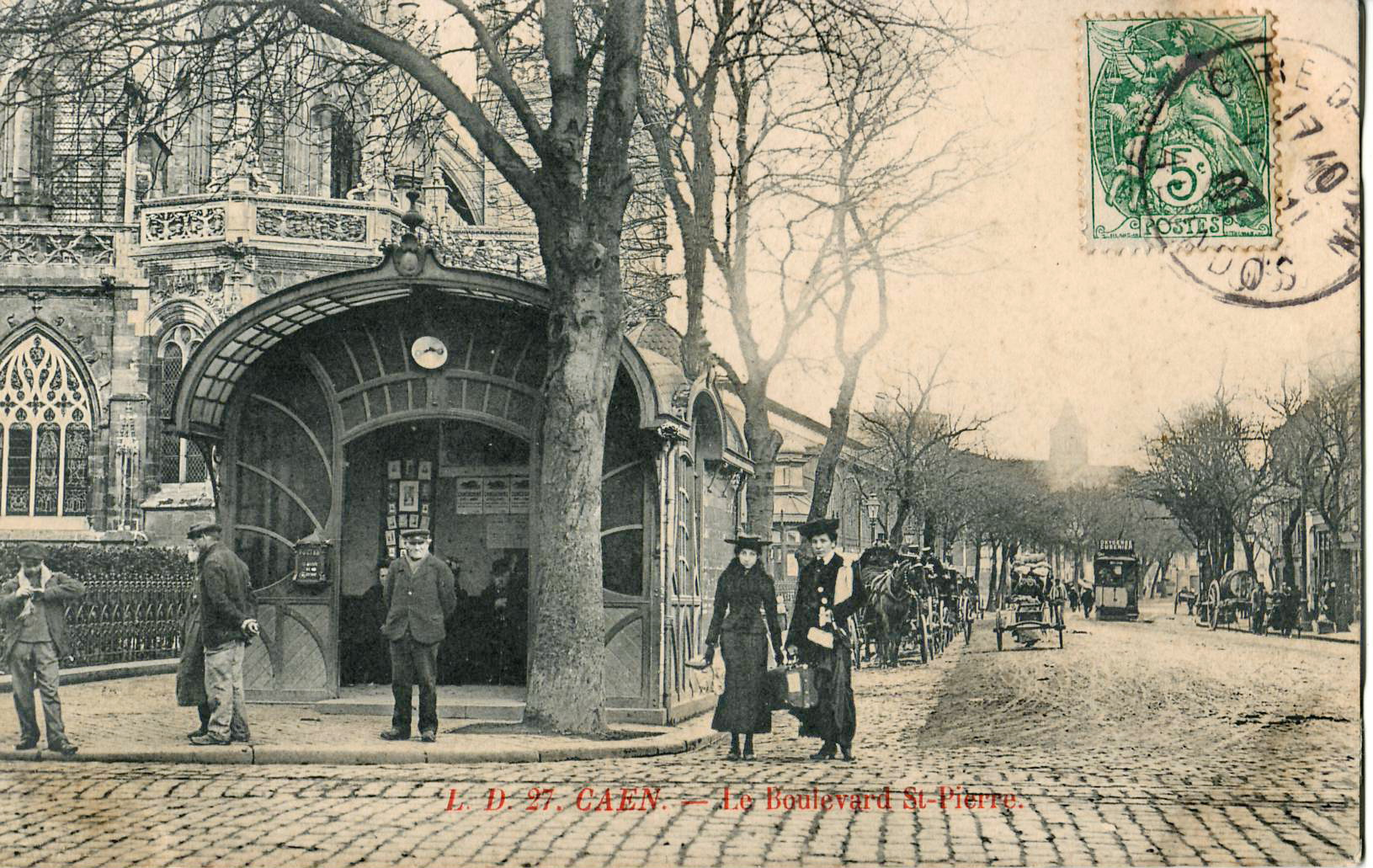
Aubette de style Art nouveau, place Saint-Pierre.

L'ensemble du réseau était à voie unique avec des évitements pour permettre aux rames de se croiser :
- pour la partie commune aux lignes 2 et 3, dans la rue Guillaume le Conquérant ;
- pour fluidifier la circulation des lignes 1 et 2, rue Demolombe, rue saint-Pierre, place saint-Pierre, rue saint-Jean (au niveau de la rue de l'Oratoire) et entre le pont de Vaucelles et la place Alexandre-III (actuellement place du 36e-RI).

Les axes nord-sud et est-ouest se croisaient au sud de la place Saint-Pierre. Une aubette de style Art nouveau est construit à l'angle avec l'actuel boulevard des Alliés afin de permettre aux voyageurs d'attendre leur tramway à l'abri des intempéries. Il est ensuite remplacé par un kiosque moins ouvragé[Quand ?]. Des abris à l'architecture plus simple sont également érigés au terminus de la Maladrerie, de Vaucelles et de Venoix. Celui de la place de l'ancienne boucherie est supprimée dès 1909 à cause de vandalisme répété. En dehors de ces abris, les arrêts étaient signalisés par des poteaux blancs, les voitures s'arrêtant en pleine voie pour prendre des passagers ou les laisser descendre à leur demande.
Le dépôt était situé dans le centre de Caen, rue Fresnel dans le prolongement de la ligne 3 avec un croisement des lignes des chemins de fer du Calvados qui allaient à Ouistreham.
Les voies du tramway ne furent enlevées que des années après la fermeture du réseau, en partie lors de la reconstruction. Dans le centre-ville, c'est au début de l'année 1955 que les derniers rails disparaissent car ils causent de nombreux accidents pour les cyclistes. Les derniers rails existèrent dans la partie élargie de la rue Caponière jusqu'au début des années 1960.

### Réseau commercial

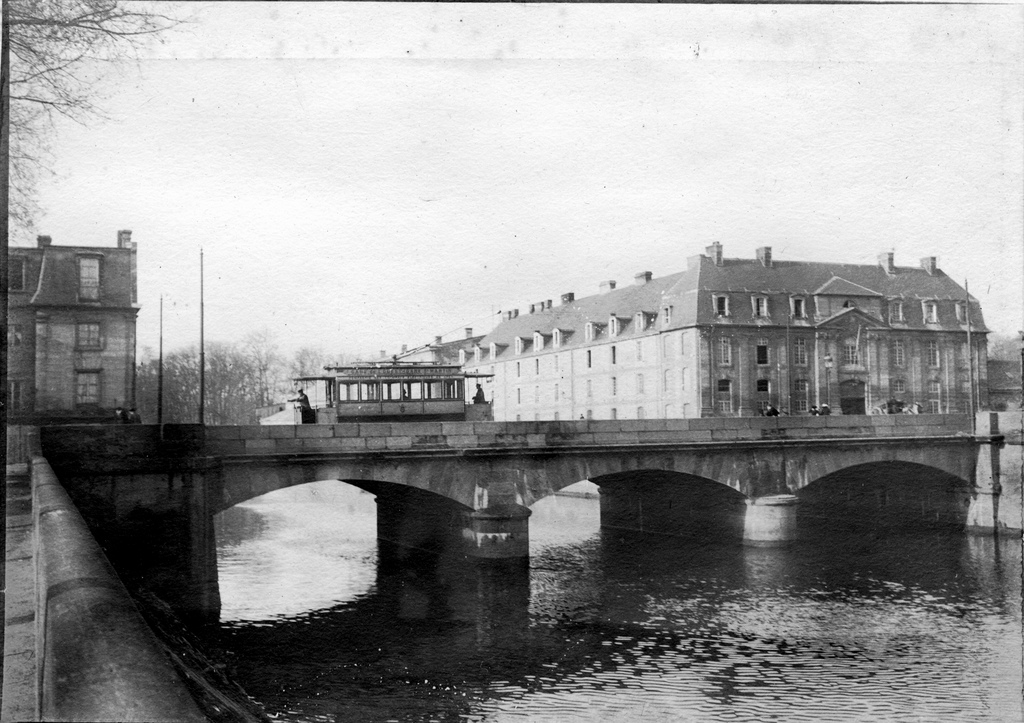
Tramway de la ligne 1 sur le pont de Vaucelles vers 1902.

#### Le réseau entre 1901 et 1916
Selon le cahier des charges de 1907,, trois lignes étaient exploités avec deux terminus partiels :
- Ligne no 1 : Gare de l'Ouest <> Gare Saint-Martin (2 688 m) ;
- Ligne no 2 : Octroi de Falaise <> Rue Bicoquet <> Maladrerie (4 978 m) avec un tramway sur deux dont le terminus était à l'angle des rues de Bayeux et Bicoquet ;
- Ligne no 3 : Pont de Courtonne <> Venoix (3 388 m) avec un tramway sur deux dont le terminus était à l'entrée de la rue de Bayeux (place de l'Ancienne-Boucherie).

Selon le cahier des charges, la fréquence des départs aux extrémités des lignes est au maximum de dix minutes. Entre la place des Petites-Boucheries et Venoix, ainsi qu'entre la Maladrerie et la rue de Bayeux, la fréquence est toutefois de vingt minutes. Les tramways doivent rouler de 7h du matin à 10h du soir.
Par avenant en date du 9 juillet 1908 (approuvé par un décret du 9 juillet 1908), est créée une quatrième ligne de la gare de l'Ouest à la rue de Bayeux (angle avec la rue Bicoquet) en empruntant des sections de la ligne 1 (de la gare de l'Ouest à la rue Saint-Pierre) et de la ligne 2 (de rue Saint-Pierre à la rue de Bayeux).
En 1909, le service est réorganisé :
- Ligne no 1 : Gare de l'État (ancienne gare de l'Ouest) <> Gare Saint-Martin ;
- Ligne no 2 : Gare de l'État <> Rue Bicoquet <> Maladrerie ;
- Ligne no 3 : Pont de Courtonne <> Venoix ;
- Ligne no 4 : Gare de l'État <> Rue Bicoquet ;
- Navette entre le boulevard Leroy et pont de chemin de fer de Vaucelles.

#### Le réseau entre 1916 et 1918
En juin 1916, la ligne 4 est supprimée et la ligne n°3 entre le pont de Courtonne et Venoix est remplacée par une ligne allant de Venoix à la gare de l'État (avec certain service en terminus place Saint-Pierre le soir). Les lignes gare de l'État - gare Saint-Martin et boulevard Leroy - La Maladrerie restent inchangées. Ce changement est validé par délibération du conseil municipal du 28 août 1916 (validée par le préfet le 16 octobre).

#### Le réseau entre 1918 et 1931
Selon le Guide bleu Hachette de 1919, il existait quatre lignes à cette époque, chacune étant identifiée par un disque de couleur :
- ligne 1 (jaune), entre la gare de l'État (ancienne gare de l'Ouest) et la gare Saint-Martin ;
- ligne 2, 
  - première section (vert), entre la gare de l'État et l'angle des rues de Bayeux et Bicoquet ;
  - deuxième section (rouge), prolongeant la ligne précédente jusqu'à la Maladrerie ;
- ligne 3 (jaune à diagonale bleue), entre le pont de Courtonne et Venoix ;
- ligne 4 (bleu), entre le boulevard Leroy et le pont de chemin de fer enjambant la rue de Vaucelles.

Selon le 50 000 adresses du Calvados de 1920-1921, il existait cinq lignes à cette époque, chacune étant identifiée par un disque de couleur :
- ligne 1 (jaune), entre la gare de l'État et la gare Saint-Martin ;
- ligne 2 (rouge), entre la gare de l'État et la Maladrerie ;
- ligne 3 (bleu), entre la gare de l'État et Venoix ;
- ligne 4 (vert), entre le quai Amiral Hamelin et Cormelles
- ligne 5, entre le quai Amiral Hamelin et Mondeville (Hauts-Fourneaux).

Il est toutefois indiqué que seules les lignes 2 et 3 sont exploitées régulièrement. Un service intermittent est assuré sur la ligne 1, en fonction des arrivées de trains de la mer à la gare Saint-Martin et le vendredi matin.

#### Le réseau de 1931 à 1937
Par un avenant du 31 décembre 1931, approuvé le 14 mai 1932, le réseau connait un dernier changement :
- ligne 1, 52 tramways par jour entre gare de l'État et la Maladrerie ;
- ligne 2, 48 tramways par jour entre gare de l'État et Venoix ;
- ligne 3, 40 tramways par jour entre le chemin aux Bœufs (limite communale entre Cormelles-le-Royal et Caen) et la gare Saint-Martin (en empruntant une partie de l'ancienne ligne de la pyrotechnie).

Des services supplémentaires sont également assurés entre la gare de l'État et la gare Saint-Martin à l'arrivée des trains de la ligne de Caen à la mer.  La ligne sur le boulevard des Alliés n'est plus utilisée que pour permettre aux tramways d'aller au dépôt.

## Matériel

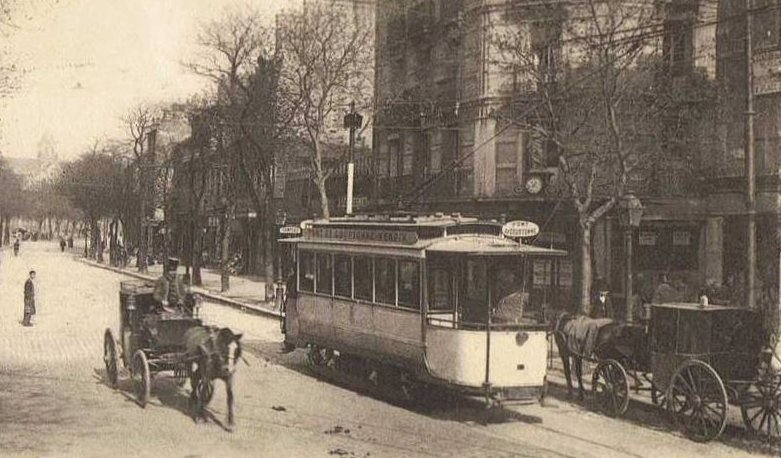
Tram de la ligne 3 sur le boulevard Saint-Pierre (actuel Boulevard des Aliés)

Comme dans beaucoup d'autres villes françaises, le tramway était doté de trolley Dickinson qui fut préféré au système d'archet proposé à l'époque par Siemens. Au bout de la perche, une roulette permettait de capter le courant de 500 volts grâce à un fil aérien latéral unique, les rails assurant le retour de courant. Ce système était très instable et il n'était pas rare que le tram doive s'arrêter après avoir « déperché ».
Le cahier des charges décrit le matériel à utiliser. La largeur du matériel ne peut excéder deux mètres, toutes saillies latérales comprises. Les voitures automotrices mesurent donc 8,30 mètres de long sur 1,99 mètre de large. Elles comportent six places de première classe, vingt-quatre de seconde classe et deux fois douze places sur les plates-formes soit quarante-six places au total. Les trains sont composés au maximum de trois voitures, l'ensemble ne pouvant pas dépasser les 30 m de long. L'éclairage intérieur est assuré par cinq lampes à incandescence de 16 bougies. Divers équipements de sécurité, comme des interrupteurs et parafoudres, sont prévus et deux lampes à huile servent de feux de position. La ville étant construite dans une vallée, les tramways doivent être aptes à franchir des pentes importantes. Toutes les automotrices sont ainsi munies de deux moteurs de 25 chevaux. Elles sont également équipées de freins à sabot et de freins à patin en prévision également de ces fortes déclivités ; ce système est complété par un frein électrique qui permet de mettre en court-circuit les moteurs. Afin d'améliorer le confort des voyageurs, le système de frein à main est remplacé par un frein à air comprimé de type « westing house » qui ressemble au bruit du métro de Paris.
En 1903, la compagnie exploitante décide d'apposer des bandeaux publicitaires sur les voitures, ce qui n'est pas sans soulever des protestations de ceux qui regrettent que « les voitures primitives qui en somme étaient assez coquettes soient transformées en abominables omnibus tout bariolés de couleurs criardes ».
Les usagers étaient peu satisfaits du matériel utilisé, dont l'entretien laissait, en outre, à désirer. Selon les témoins, « les vasistas, couverts de poussière et jamais nettoyés, n'ont plus de crochets, les portes ne ferment presque jamais. Certains voyageurs, mal éduqués, crachent dans les voitures qu'aucun écriteau ne garantit contre ce grave inconvénient » ; selon d'autres, « les coussins et les encoignures sont garnis de poussière, les vitres sont sales et encombrées d'affiches qui empêchent les voyageurs de voir dehors ; les trucks sont couverts de boue et la peinture aurait besoin d'être mieux entretenue ».
Sur la ligne 3, des baladeuses sont en service permanent ; ouvertes à tous les vents, ce type de voitures, surnommées par les contemporains « le corbillard, », ne devait initialement servir qu'à dépanner en cas d'urgence.
Malgré le système de freins, la déclivité de la ville est à l'origine d'un accident dont les conséquences ne furent toutefois que matérielles. Le 2 septembre 1906, deux enfants, montés dans le tramway à l'arrêt devant la gare Saint-Martin pendant que le wattman et le receveur faisaient leur pause, desserrent le frein. Après avoir dévalé l'avenue de Courseulles et la rue Pémagnie à grande vitesse, la voiture déraille dans la courbe de la place Saint-Sauveur et finit par s'encastrer dans une boulangerie.
Le mauvais état du matériel n'est pas sans poser des problèmes de sécurité. En octobre 1918, deux tramways entrent ainsi en collision du fait d'un dysfonctionnements des freins et, quelques jours plus tard, les freins d'un tramway lâchent en haut de l'avenue de Courseulles, entrainant le déraillement du véhicule après que celui-ci a parcouru 900 mètres en roue libre. Un nouvel accident occasionné par une défaillance des freins est relaté en 1924.
Après la fermeture du réseau caennais, le matériel roulant est vendu au réseau de tramway de Cherbourg.